# 보성군 (왕족)
보성군 이합(寶城君 李㝓, 1416년 ~ 1499년 음력 9월 1일)은 조선 시대 전기의 왕족, 무신이다. 효령대군(孝寧大君)과 예성부부인(蘂城府夫人) 해주 정씨(海州鄭氏)의 셋째 아들이다. 임사홍의 장인이며, 예종의 부마 임광재, 성종의 부마 임숭재의 외할아버지이기도 하다.
세조 때 무관으로 활동하다가 예종 때 남이의 옥사에 연루되기도 했다. 명종비 인순왕후의 외5대조로, 인순왕후와 심의겸, 심충겸의 외조부 전성군은 그의 증손이었다.

## 생애

### 생애 초반
1416년(태종 16년) 효령대군(孝寧大君) 이보(李補)와 증 좌의정 정역(鄭易)의 딸 예성부부인 해주정씨의 셋째 아들로 태어났으며 이름은 합(㝓)이다. 부인은 청풍군부인(淸風郡夫人) 인천 이씨(仁川李氏)로 광록시(光祿寺) 소경(少卿)을 지낸 이무창(李茂昌)의 딸이다.
1441년(세종23) 보성군으로 봉해졌고 종2품 가정대부(嘉靖大夫), 1443년(세종25) 정2품 숭덕대부(崇德大夫), 1444년(세종26) 정2품 숭헌대부(崇憲大夫), 1489년 (성종 20) 정1품 흥록대부(興綠大夫)로 승진하였다.

### 관료 생활
보성군은 여러가지의 우여곡절과 시련을 많이 겪었다고 전해진다. 1441년(세종 23) 보성군에 책봉되고 1443년 숭덕대부(崇德大夫)에 올랐으나 1450년(문종 1년) 술을 좋아하던 보성군이 술에 취하여 종실로서 품위를 손상하였다는 진언에 따라 보성윤으로 강등되었다. 1457년(세조 3) 단종이 죽자 그 대전관(代奠官)을 맡았고, 보성경(寶城卿)으로 승작되었으며 1466년 해청위(海靑衛)가 되었다.
특히, 세조(世祖) 때에는 무관으로 활동하여 도진무(都鎭撫), 해청위(海靑衛), 선전관(宣傳官), 좌상대장(左廂大將) 등으로 공헌하였다. 1467년 다시 보성군에 책봉되었으며 1468년에는 좌상대장(左廂大將)이 되었다. 그러나 예종 즉위 초에는 장군 남이와의 친분관계로 인하여 위기를 겪기도 했다.

### 생애 후반
그 뒤 예종의 급서로 위기를 모면하고 1469년에 풀려나 임명장을 돌려받고 과거의 관직으로 복직되었다. 그 뒤 특별히 1499년(연산6) 종친의 최고품계인 정1품 현록대부(顯綠大夫)까지 올랐다. 보성군은 여덟 임금을 섬겼는데 특히 세조조에 도진무 · 해청위 · 선전관 및 좌상대장 등 금위와 비국(備局) 업무에 공헌했다.
1499년(연산군 6년) 9월 1일에 84세를 일기로 세상을 떠났다. 임종시 ‘시호와 예장을 받지 않겠다’라는 유언을 남겼다고 한다.

### 사후
왕의 특명으로 묘비는「조선국 왕손 현록대부 보성군 지묘」라고 새겨있다. 슬하에는 7男(신풍도정, 율원군, 춘양군, 평성군, 물거 군, 원산군, 동양정)과 6女를 두었다. 묘소는 처음 장례를 지낸 지금의 금천구 박달골 오좌에 안장되었다가 1941년 6월 11일 경기도 남양주시 별내면 광전리 미좌로 옮겨졌다 영정을 모시는 재실은 묵수재(默守齋)이다.재실은 보청재(寶淸齋)이다.

## 가족 관계
- 조부 : 제 3대 태종
- 조모 : 원경왕후
- 부 : 효령대군(孝寧大君, 1396년 ~ 1486년)
- 모 : 예성부부인  해주정씨(蘂城府夫人 海州 鄭氏, 1394 ~ 1470)
  - 형 : 의성군 채(誼城君 寀, 1411 ~ 1493)
  - 형 : 서원군 친(瑞原君, 1413 ~ 1475)
  - 남동생 : 낙안군 이영(樂安君 李寧, 1417 ~ 1474)
  - 남동생 : 영천군 이정(永川君 李定, 1422 ~ 1497년 이후)
  - 남동생 : 원천군 이의(原川君 李宜, 1423 ~ 1476) - 성령대군 이종의 양자로 출계
  - 여동생 : 비인현주(庇仁縣主, 1427 ~ 1514)
- 서모 : 평해 손씨
  - 이복 동생 : 안강도정 이낭(安康都正 李㝗, 1430 ~ ?)
  - 이복 여동생 : 현주 이씨 - 전진형(全晉亨)에게 출가
  - 이복 여동생 : 현주 이씨 - 김현(金現)에게 출가
- 부인 : 청풍군부인 인천 이씨(淸風郡夫人 仁川 李氏) - 광록시소경(光祿寺少卿) 이무창(李茂昌)의 딸
  - 장남 : 신풍도정 이순(新豊都正 李循) - 문종 부마 강자순의 매부
  - 며느리 : 진주 강씨 - 강휘(姜徽)의 딸
    - 손자 : 안정부정 이균(安定副正 李畇)
    - 손녀 : 한양 조씨 정랑(正郞) 조영석(趙永錫)에게 출가
    - 손녀 : 전주 류씨 현감(縣監) 류진(柳軫)에게 출가
    - 손녀 : 안동 김씨 정국공신(靖國功臣) 영안군(永安君) 김수경(金壽卿)에게 출가

  - 차남 : 율원군 이종(栗元君 李倧, 1433년 ~ 1476년 1월 17일)
  - 며느리 : 동래 정씨 - 참판(判書) 정이한(鄭而漢)의 딸 
    - 손자 : 여양군 이자겸(呂陽君 李子謙)
    - 손녀 : 전주 최씨 부장(部將) 최임(崔任)에게 출가

  - 3남 : 춘양군 이래(春陽君 李徠, 1434 ~ ?)
  - 며느리 : 안동 권씨 좌랑(佐郞) 권온(權溫)의 딸 
    - 손자 : 임강부정 준(臨江副正 畯)
    - 손녀 : 벽진 이씨 참군(參軍) 증 찬성(贈 贊成) 이승언(李承彦)에게 출가
    - 손녀 : 의령 남씨 승지(承旨) 남흔(南忻, 1451 ~ 1492)에게 출가 
      - 증손녀 :  귀인 남씨(貴人 南氏) - 성종의 후궁

    - 손녀 : 평양 조씨 판관(判官) 조수함(趙守諴)에게 출가
    - 손녀 : 여흥 민씨 민만통(閔晚通)에게 출가
    - 손녀 : 밀양 박씨 사지(司紙) 박억년(朴億年)에게 출가

  - 며느리(측실) : 미상
    - 서손자 : 견성부정 이린(甄城副守 李疄)

  - 4남 : 평성군 이위(枰城君 李徫, 1436 ~ 1500)
  - 며느리 : 인천 채씨 - 증 참판(贈 參判) 채신보(蔡申保)의 딸 
    - 손자 : 주계군 이심원(朱溪君 李深源)
    - 손자 : 예성군 이준원(芮城君 李濬源)
    - 손자 : 이혼원(李混源)
    - 손자 : 선곡부정 이윤원(善谷副正 李潤源)
    - 손자 : 의신군 이징원(義新君 李澄源, 1492 ~ ?)
    - 손녀 : 원주 변씨 첨지(僉知) 원효공(邊孝恭)에게 출가
    - 손녀 : 순창 설씨 설충란(薛忠蘭)에게 출가
    - 손녀 : 창녕 성씨 직장(直長) 성회(成誨)에게 출가
    - 손녀 : 남원 윤씨 첨사(僉使) 윤취(尹就)에게 출가
    - 손녀 : 봉사(奉事) 여흥문(呂興文)에게 출가

  - 며느리(측실) : 양민 출신 - 개동(介同) 
    - 서손자 : 영의수 이청원(永儀守 李淸源)
    - 서손자 : 사천군 이호원(泗川君 李浩源, 1475 ~ ?)

  - 며느리(측실) : 미상
    - 서손녀 : 이업(李業)

  - 5남 : 물거군 이철(勿巨君 李徹, 1436 ~ 1467)
  - 며느리 : 남양 홍씨 - 강녕군(江寧君) 홍원용(洪元用)의 딸 
    - 손자 : 고안도정 이정(高安副正 李精)
    - 손자 : 양녹부정 이수(楊麓副正 李粹)

  - 6남 : 원산군 이행(園山君 李行)
  - 며느리 : 광주 정씨 - 정조우(鄭祖禹)의 딸
    - 손자 : 장림수 이순민

  - 7남 : 동양정 이서(東陽正 李徐)
  - 며느리 : 수성 나씨 - 감사(監司) 나홍서(羅洪緖)의 딸 
    - 손자 : 강성도정 이견손(江城副正 李堅孫)
    - 손녀 : 김극강(金克剛)에게 출가
    - 손녀 : 원주 원씨 원세응(元世應)에게 출가
    - 손녀 : 순흥 안씨 안찬(安璨)에게 출가

  - 장녀 : 파평 윤씨 직장(司直) 윤지곤(尹之崑)에게 출가 
    - 외손자 : 부장(部將) 윤진손(尹震孫)

  - 차녀 : 언양 김씨 첨지(僉知) 김극동(金克錬)에게 출가 
    - 외손자 : 김천추(金千秋)
    - 외손녀 : 청주 한씨 군수(郡守) 김세보(韓世俌)에게 출가
    - 외손녀 : 이송수(李松壽)에게 출가

  - 3녀 : 풍천 임씨 임사홍(任士洪, 1445 ~ 1506)에게 출가
    - 외손자 : 풍천위 임광재(豊川尉 任光載, ? ~ 1495) - 예종의 장녀 현숙공주(顯淑公主)의 부마
    - 외손자 : 임희재(任熙載, 1472 ~ 1504)
    - 외손자 : 임문재(任文載)
    - 외손자 : 풍원위 임숭재(豊原尉 任崇載, ? ~ 1505) - 성종의 3녀 휘숙옹주(徽淑翁主)의 부마
    - 외손녀 : 교하 노씨 노사신(盧思愼)의 손자 노종(盧種)에게 출가
    - 외손녀 : 문성부정 이강(文城副正 李湘)에게 출가

  - 4녀 : 평산 신씨 봉사(奉事) 신만년(申萬年)에게 출가
    - 외손자 : 별좌(別坐) 신상은(申匡銀)
    - 외손자 : 신광석(申匡錫)
    - 외손녀 : 강효정(姜孝貞)에게 출가

  - 5녀(서녀) : 이사종(李嗣宗)에게 출가
    - 서외손자 : 현감(縣監) 이원(李晼)
    - 서외손자 : 현감(縣監) 이교(李晈)
    - 서외손자 : 이해(李晐)
    - 외손자 : 이방(李昉)
    - 서외손자 : 이돈(李暾)
    - 서외손녀 : 이미(李楣)에게 출가
    - 서외손녀 : 김해 김씨 김종수(金終壽)에게 출가
    - 서외손녀 : 김신(金紳)에게 출가
    - 서외손녀 : 정계로(鄭繼老)에게 출가

  - 6녀(서녀) : 신평 송씨 현감(縣監) 송기손(宋麒孫)에게 출가 
    - 서외손자 : 현감(縣監) 송준(宋駿)
    - 서외손자 : 송숙(宋驌)
    - 서외손자 : 현감(縣監) 송구(宋駒)
    - 서외손자 : 참봉(參奉) 송화(宋驊)
    - 서외손녀 : 고령 신씨 신계(申洎)에게 출가
    - 서외손녀 : 화개령(花開令) 이택(李擇)에게 출가

  - 7녀(서녀) : 서산 류씨 류형원(柳亨源)에게 출가
    - 서외손자 : 류황(柳滉, 1452 ~ ?)
    - 서외손자 : 류양(柳瀁, 1454 ~ ?)
    - 서외손자 : 류장(柳漳, 1461 ~ ?)
    - 서외손녀 : 여산 송씨 동지(同知) 송맹경(宋孟璟, 1491 ~ 1565)에게 출가

## 전해오는 이야기

### 남이와의 인연
1468년 장군 남이(南怡)를 국문하던 중 평소에 그와 교분이 두터웠던 사실이 드러나 아들 춘양군(春陽君)내(徠)와 함께 군호(君號)를 삭탈당하고 유배되었다. 이때 겪었던 고초의 후유증이 보성군에게 평생을 갔다고 전해진다. 남이는 태종과 원경왕후의 외증손(外曾孫)이자 넷째 딸인 정선공주(貞善公主)의 손자로 알려져 있다.
"백두산의 돌을 칼 갈아 없애고(白頭山石磨刀盡)/두만강의 물은 말 먹여 없애니(豆滿江水飮馬無)/남아 이십에 나라를 평안케 못하면(男兒二十未平國)/후세에 누가 대장부라 부르리오(後世誰稱大丈夫)"에서 간신 유자광(1439 ~ 1512, 무오사화를 일으킨 장본인)은 "男兒二十未得國"이라 고쳐 모함하여 25세에 공조판서와 병조판서를 역임하였던 장군 남이를 1468년(예종 1년) 11월 2일 겨우 26세의 나이에 마차에 묶어 사지가 찢겨나가는 거열형(車裂刑)에 처해지는 참살을 겪게 하였다.

### 기타
1489년(성종 20)에는 고령으로 83명의 노인에게 베푼 양로연(養老宴)을 받은 후 특별히 벼슬을 받아 흥록보성군(興祿寶城君)에 오르더니, 1499년(연산6)에는 종친의 최고품계인 정1품 현록대부(顯綠大夫)를 받고 같은해 9월 1일 84세로 세상을 떠났다. 1503년(연산군 10)에는 왕이 이미 세상을 떠난 군을 생각하여 손자 강양정(江陽正) 견손(堅孫)에게 보성군을 대신하여 당상관(堂上官)을 제수하였다고 한다.
딸을 간신 임사홍에게 출가시켜 탄식속에 살았는데 급기야는 유자광과 한무리로 날뛰는 것을 지켜보면서 끝내 눈을 감았고 결국은 갑자사화를 만들어 1506년 중종반정(中宗反正)이 일어나자 사위 임사홍이 추살(推殺)되고 이어 부관참시(剖棺斬屍)되는 결과를 가져와 가문의 명예가 실추되었다.

## 같이 보기
- 효령대군
- 남이
- 김종직
- 임사홍
- 강자순